# Dariusz Kosowski
Dariusz Kosowski (ur. 1965) – generał brygady Wojska Polskiego; dowódca 9 Brygady Kawalerii Pancernej (2018–2021); dowódca 17 Wielkopolskiej Brygady Zmechanizowanej (2021–2022); od 2022 do 2025 zastępca dowódcy dywizji – szef sztabu 16 Dywizji Zmechanizowanej.

## Życiorys
Dariusz Kosowski urodził się w 1965.

### Wykształcenie
Absolwent Wyższej Szkoły Oficerskiej Wojsk Pancernych we Poznaniu (1987); Akademii Obrony Narodowej (1996, 2011, 2015).

### Służba wojskowa
We wrześniu 1983 podjął studia wojskowe jako podchorąży Wyższej Szkoły Oficerskiej Wojsk Pancernych, które ukończył w 1987 uzyskując dyplom inżyniera – dowódcy. W sierpniu tego roku był promowany na pierwszy stopień oficerski – podporucznika. We wrześniu 1987 został skierowany do Elbląga na stanowisko dowódcy plutonu czołgów w 1 pułku czołgów. Następnie pełnił służbę w Morągu w 16 Brygadzie Zmechanizowanej, 14 Brygadzie Zmechanizowanej w Elblągu, 9 Brygadzie Kawalerii Pancernej w Braniewie oraz Dowództwie 16 Dywizji Zmechanizowanej w Elblągu na stanowiskach: starszego oficera sekcji, kierownika sekcji operacyjnej i szefa sekcji operacyjnej. Dowodził batalionem zmechanizowanym w 16 BZ w Morągu oraz w 15 Brygadzie Zmechanizowanej w Giżycku, pełnił obowiązki szefa sztabu 9BKPanc. W okresie od 1999 do 2010 uczestniczył jako obserwator wojskowy ONZ w misji UNOMIG w Gruzji (1999–2000) oraz na misjach: PKW Irak (2004), dowodził w ramach XXII zmiany w PKW Kosowo (2010).
W 2012 został wyznaczony na zastępcę dowódcy 15 BZ. 1 lipca 2014 w kompleksie koszarowym 2 batalionu zmechanizowanego dowódca 15 BZ gen. bryg. Sławomir Kowalski pożegnał go jako swojego zastępcę, odchodzącego na stanowisko służbowe szefa szkolenia 16 DZ. 6 listopada 2015 w Bartoszycach uczestniczył w pożegnaniu żołnierzy III zmiany Polskiego Kontyngentu Wojskowego w Afganistanie udających się na misję RSM (RSM) w Islamskiej Republice Afganistanu jako dowódca zmiany, będąc nim od 1 grudnia 2015 misji „Resolute Support”, przyjął obowiązki w bazie Bagram od płka Adama Luzyńczyka. 1 czerwca 2016 w bazie Bagram w obecności ambasadora RP w Indiach Tomasza Łukaszuka oraz dowódcy bazy gen. mjr Jeffrey L. Bannistera przekazał obowiązki dowódcy zmiany dla płka Zbigniewa Zalewskiego (były dowódca 8 pułku przeciwlotniczego). Po misji powrócił do dalszej służby na stanowisku szefa szkolenia w 16 DZ, gdzie 24 sierpnia 2016 zakończył służbę w tym oddziale, został pożegnany przez dowódcę 16 DZ gen. dyw. Marka Sokołowskiego.
9 kwietnia 2018 awansowany został przez ministra obrony narodowej Mariusza Błaszczaka na stanowisko dowódcy 9 Brygady Kawalerii Pancernej. 13 kwietnia 2018 w obecności dowódcy 16 Pomorskiej Dywizji Zmechanizowanej gen. dyw. Marka Sokołowskiego przejął dowodzenie 9 BKPanc od płka Jacka Ostrowskiego. 23 marca 2021 w Warszawie minister obrony narodowej Mariusz Błaszczak wręczył mu nominacje na nowe stanowisko służbowe dowódcy 17 Wielkopolskiej Brygady Zmechanizowanej, z dniem objęcia funkcji dowódcy w Międzyrzeczu 1 kwietnia 2021. 8 maja 2021 zorganizował w Wędrzynie w Ośrodku Szkolenia Poligonowego Wojsk Lądowych (OSPWL) zawody strzeleckie o Puchar Dyrektora Centrum Weterana Działań poza Granicami Państwa, w których uczestniczyło 70 weteranów – żołnierzy w czynnej służbie wojskowej i żołnierzy rezerwy. W dniach 1–2 lipca 2021 w Międzyrzeczu zorganizował i uczestniczył w obchodach jubileuszu 25-lecia swojej jednostki – 17 BZ.
15 sierpnia 2021 prezydent RP Andrzej Duda mianował go na stopień generała brygady.
Organizator VI Centralnego Zlotu Klas Mundurowych, który odbył się w dniach 16–22 sierpnia 2021 w Wędrzynie i w obiektach szkoleniowych
17 Wielkopolskiej Brygady Zmechanizowanej (17 WBZ), w przedsięwzięciu uczestniczyło około 400 kadetów z 17 szkół. 18 listopada 2022 w Międzyrzeczu w obecności zastępcy dowódcy 11 Lubuskiej Dywizji Kawalerii Pancernej, gen. bryg. Jana Wojno przekazał dowodzenie 17 Wielkopolską Brygadą Zmechanizowaną dla płk Sławomira Kocanowskiego. 21 października 2022 minister obrony narodowej Mariusz Błaszczak nominował go na stanowisko zastępcy dowódcy dywizji – szefa sztabu 16 Dywizji Zmechanizowanej w Olsztynie z dniem objęcia obowiązków 24 października 2022. W dniu 31 stycznia 2025 zakończył zawodową służbę wojskową. 

## Życie prywatne
Żonaty, dwoje dzieci. Zainteresowania: historia i sport.

## Awanse
- podporucznik – 1987
- porucznik – 1990
- kapitan – 1994
- major – 1999
- podpułkownik – 2004
- pułkownik – 2012
- generał brygady – 2021[20]

## Ordery, odznaczenia i wyróżnienia
W ponad 39 letniej służbie wojskowej był wyróżniany i odznaczany:

- Brązowy Krzyż Zasługi[22]
- Gwiazda Iraku
- Gwiazda Afganistanu
- Medal NATO za misję KFOR
- Złoty Medal „Za zasługi dla obronności kraju”
- Złoty Medal „Siły Zbrojne w Służbie Ojczyzny”
- Srebrny Medal „Za zasługi dla obronności kraju”
- Brązowy Medal „Za zasługi dla obronności kraju”
- Srebrny Medal „Siły Zbrojne w Służbie Ojczyzny”
- Brązowy Medal „Siły Zbrojne w Służbie Ojczyzny”
- Medal Pamiątkowy Wielonarodowej Dywizji Centrum-Południe w Iraku
- Medal NATO za misję ISAF
- Wojskowa Odznaka Sprawności Fizycznej I stopnia
- Odznaka pamiątkowa 9 Brygady Kawalerii Pancernej – 2018, ex officio
- Odznaka pamiątkowa 17 Wielkopolską Brygadą Zmechanizowaną – 2021, ex officio

i inne